# ستيف وليامز (لاعب كرة قدم مواليد 1987)
ستيف وليامز (بالإنجليزية: Steve Williams)‏ هو لاعب كرة قدم بريطاني في مركزي الدفاع وقلب الدفاع، ولد في 24 أبريل 1987 في برستون في المملكة المتحدة. لعب مع برادفورد سيتي وفليتوود تاون وماكليسفيلد تاون ونادي إنفرنيس ونادي بارو ونادي هايد إف سي.

## وصلات خارجية
- ستيف وليامز على موقع قاعدة بيانات كرة القدم.إي يو (الإنجليزية)
- ستيف وليامز على موقع Soccerway.com (الإنجليزية)